# 더 배트맨 (영화)
《더 배트맨》(영어: The Batman)은 2022년 개봉한 미국의 슈퍼히어로 영화이며, 맷 리브스가 감독과 공동각본을 맡았다. 영화 《배트맨》 시리즈 리부트 영화이다.

## 출연진
- 로버트 패틴슨 - 브루스 웨인 / 배트맨 역 (유년 시절: 오스카 노박)
- 조이 크래비츠[5] - 셀리나 카일 / 캣우먼 역
- 폴 데이노 - 에드워드 내슈턴 / 리들러 역
- 제프리 라이트[6] - 제임스 고든 역
- 존 터투로 - 카르미네 팔코네 역
- 피터 사즈가드[7] - 길 콜슨[8] 역
- 앤디 서키스 - 알프레드 페니워스 역
- 콜린 패럴 - 오즈월드 "오즈" 코블팟 / 펭귄 역
- 제이미 로슨 - 벨라 레알[9] 역
- 알렉스 펀스[10] - 피트 새비지[11] 역
- 루퍼트 펜리존스[12] - 돈 미첼 주니어[13] 역
- 배리 키오건 - 보이지 않는 아캄 죄수 (조커)[14][15] 역
- 피터 맥도널드 - 켄지[16] 역
- 길 페레즈에이브러햄 - 마르티네즈 역
- 제이 리커고[17] - 어린 갱 멤버[18] 역
- 찰리 카버, 맥스 카버 - 쌍둥이 역
- 하나 흐르지치 - 아니카 역
- 콘 오닐[19] - 매켄지 복[20] 역
- 루크 로버츠[21] - 토머스 웨인 역
- 스텔라 스토커 - 마사 웨인 역

## 기타
- 본래는 벤 애플렉의 지휘 하에 이루어질 DC 확장 유니버스 배트맨 솔로 영화의 시발점이 되는 작품이어야 했으나, 배트맨 비긴즈처럼 시리즈물 확장을 염두에 둔 리부트 시리즈의 첫 번째 영화가 되었다. DC 유니버스와도 별개의 작품이라고 제임스 건이 못을 박았기에 토드 필립스의 조커처럼 완전히 독립된 시리즈로 남을 듯 싶다.